# Večelkov
Večelkov – wieś (obec) na Słowacji położona w kraju bańskobystrzyckim, w powiecie Rymawska Sobota. Pierwsze wzmianki o miejscowości pochodzą z roku 1548. 
Według danych z dnia 31 grudnia 2012, wieś zamieszkiwały 252 osoby, w tym 136 kobiet i 116 mężczyzn.
W 2001 roku rozkład populacji względem narodowości i przynależności etnicznej wyglądał następująco:
- Słowacy – 3,69%
- Czesi – 0,34%
- Węgrzy – 95,64%

Ze względu na wyznawaną religię struktura mieszkańców kształtowała się w 2001 roku następująco:
- Katolicy rzymscy – 95,64%
- Ewangelicy – 0,34%
- Prawosławni – 0,34%
- Ateiści – 2,35%
- Nie podano – 0,34%